# Gåshäran (Kökar, Åland)
Gåshäran är ett skär i Åland (Finland). Det ligger i Skärgårdshavet och i kommunen Kökar i landskapet Åland, i den sydvästra delen av landet. Ön ligger omkring 69 kilometer öster om Mariehamn och omkring 220 kilometer väster om Helsingfors.
Öns area är 3 hektar och dess största längd är 310 meter i sydväst-nordöstlig riktning. Trakten är glest befolkad. Närmaste större samhälle är Kökar, 12,5 km nordväst om Gåshäran.